# Босковице
Босковице (чеш. Boskovice) су град у Чешкој Републици, у оквиру историјске покрајине Моравске. Босковице су град у оквиру управне јединице Јужноморавски крај, где припадају округу Бланско.

## Географија
Босковице се налазе у источном делу Чешке републике. Град је удаљен од 230 км источно од главног града Прага, а од првог већег града, Брна, 40 км северно.
Град Босковице је смештен у области западне Моравске. Надморска висина града је око 380 м. Град је смештен у долини речице Бјеле, изнад које се издиже планина Драхански врхови.

## Историја
Подручје Босковица било је насељено још у доба праисторије. Насеље под данашњим називом први пут се у писаним документима спомиње 1222. године, а насеље је 1463. године добило градска права.
Године 1919. Босковице су постале део новоосноване Чехословачке. У време комунизма град је нагло индустријализован. После осамостаљења Чешке дошло је до опадања активности тешке индустрије и до проблема са преструктурирањем привреде.

## Становништво
Босковице данас имају око 12.000 становника и последњих година број становника у граду стагнира. Поред Чеха у граду живе и Словаци и Роми.

## Галерија
- Главни трг Босковица
- Црква св. Јакова у Босковицама
- Градска кућа Босковица са торњем
- Босковички град

## Партнерски градови
- Рава Мазовјецка